# Javols
Javols är en kommun i departementet Lozère i regionen Occitanien i södra Frankrike. Kommunen ligger i kantonen Aumont-Aubrac som tillhör arrondissementet Mende. År 2018 hade Javols 336 invånare.

## Befolkningsutveckling
Antalet invånare i kommunen Javols
| Referens: INSEE |